# Rebecca Örtman
Anna Rebecca Örtman, född Lundin den 8 april 1975, är en svensk regissör, skådespelare och manusförfattare.

## Biografi
Rebecca Örtman har en examen i regi vid teaterhögskolan i Malmö (2004) och Operahögskolan i Stockholm (2023), samt två magisterexamaina i manus för film, tv och radio vid Stockholms dramatiska högskola (2010-2012). Hon är grundutbildad på Kungliga Svenska Balettskolan i Stockholm. 
Örtman är grundare av och var konstnärlig ledare för RATS Teater 2009–2020. Teatern fick genomslag för sina produktioner där forskning och scenkonst möter en ung publik. RATS Teater finns idag representerad på Scenkonstmuseet i Stockholm.  
Rebecca Örtman tilldelades 2020 Stockholms stads kulturstipendium för sitt arbete som regissör och dramatiker. Hon var programledare för Scenpodden (2016–2020) tillsammans med Karin Helander.  Rebecca Örtman startade podden Dramaqueen 2020 tillsammans med Klevgränd Produktion i Stockholm.  

## Karriär

### Teaterregi
- 2000 - Kalaskul, av Daniella Kullman på teater Scenario. Irresistibles sisters på Mosebacke.
- 2004 - Cellsamma historier och Penninggaloppen, Uppsala Stadsteater.
- 2005 – TOTT, med texter av Lennart Hellsing på Uppsala Stadsteater.
- 2005 – Bitar ur Lewis resa av PO Enquist, Guds barmhärtighet av Kerstin Ekman, på Uppsala Stadsteater.
- 2006 - The good body, av Eve Ensler på Riksteatern.[7][8]
- 2007 - Bernarda Albas hus, på Uppsala Stadsteater.[9][10]
- 2009 - Nere på Jorden, av Lena Andersson och scenografi av Marika Feinsilber, produktion av RATS Teater och Örebro länsteater.
- 2013 Women in Science - En trilogi med tre produktioner – Maryam, ett interaktivt drama för mobiltelefonen om Maryam Al Lihlja, som utvecklade astrolabium som kunde mäta tid, plats och position. (Manus och regi) Ada FTW, ett drama om Ada Byron vår första programmerare, som direktsändes till mobiltelefoner, webb och storbild med interaktions möjlighet för publiken att delta via twitter, sms. (Manus och regi) 2012 - Lise och Otto, om forskarna Lise Meitner och Otto Hahn där publiken fanns både på Dramaten och på Husby Träff samtidigt.
- 2010-2013 Antigone i Husby - Trilogi / "Antigones dagbok", "Haimon" och "På min gata". antigones dagbok,  Haimon, Alla tre om kravallerna i Husby ur olika perspektiv. Finns i dag representerad på scenkonstmuseet i Stockholm.
- 2015 - 2016 - LIV, kortfilm med stöd av Svenska Filminstitutet. (Manus och regi) Kortfilmen vann guld platsen på KinOdiseea International children filmfestival Bukarest 2016- Uttagen i tävlingskategori på fler internationella festivaler samt på BUFF filmfestival och Uppsala kortfilmsfestival. StellaNova Film med stöd av Svenska Filminstitutet.
- 2016 - EXIL, ett interaktivt vandringsdrama i mobiltelefon. (Regi och dramaturgi med poesi av Jila Mossaed, Nelly Sachs och Faraj Bayrakdar)
- 2017 Älskade vän vi kommer att dö mitt i allt. (Manus och Regi) radiodrama för Scenpodden med stöd av konstnärsnämnden.
- 2018 En pågående blödning - Ett skilsmässodrama i tre delar (Manus och regi) Ett radiodrama för Scenpodden.
- 2018 Spegla mig, Riksteatern Manus och Regi Rebecca Örtman
- 2019 Upprorets poet Manus och Regi Rebecca Örtman och Jila Mossaed, Göteborgs Stadsteater.
- 2020 De sista rummen av Lars Norén, Konstnärlig ledare för podden dramaqueen
- 2020 En sten i magen av Rebecca Örtman som gavs på invigningen av Tranströmerbibliotek i Stockholm.
- 2021 Den stora sprickan av Rebecca Örtman, Manus och regi - Malmö Stadsteater.
- 2022 Dagmar av Rebecca Örtman, manus och regi  Dramaqueen.nu
- 2023 Den dag som i dag är, manus och regi för Dramaqueen.
- 2023 Ögonblicket av Irena Kraus. Idé & regi Rebecca Örtman. Teater Västmanland. Premiär oktober 2023[11]
- 2024 Maskerad med musik av Virginia Gabriel, Libretto James Robinson Planché  i översättning och Bearbetning Rickard Söderberg. Regi Rebecca Örtman, Malmö Opera.

### Manus i bokform
- Örtman, Rebecca, Antigone in Husby, Styx 2014
- Örtman, Rebecca, Women in Science[12], Styx, 2013.
- Örtman Rebecca,  Spegla mig, Styx, 2019
- Örtman Rebecca, Upprorets poet, Styx, 2019

### Kortfilm
- 2009 - Marta och Maria, med stöd av Svenska Filminstitutet och Konstnärsnämnden[13].
- 2014 - Haimon, kort interaktiv film o kravallerna i Husby.
- 2015 - 2016 - LIV, kort film för barn. BUFF internationella filmfestival. Uppsala kortfilmsfestival. Filmen vann guldplats på Kino deseea International filmfestival/Bukarest Svenska Filminstitutet[14].

### Som skådespelare
- 1996 - Tango för tre, i regi av Gunilla Röör[15]. tillsammans med musiker Olle Linder/ Mosebacke kägelbanan, Boulevardteatern.
- 1997 - Darling desperados "Singoalla”, av Viktor Rydberg och i regi av Gunilla Röör/teatertältet gärdet.
- 1998 - Darling desperados "Folk och rövare i kamomillastad", av Viktor Rydberg och i regi av Katta Pålsson och Ulrika Malmgren/teatertältet gärdet
- 1999 - När kriget tog slut, av Heinrich Böll och i regi av Andreas Boonstra/Teaterscenario
- 2002 – Björnes Magasin, av Kerstin Hedberg och Anita Bäckström. Örtman dyker upp i ett av småklippen där Gustaf Hammarsten berättar att han är marsvinsvakt åt sin granne, Örtman.
- 2003 - Den goda människan i Sezuan, av Brecht i regi av Thomas Muller/Malmö Stadsteater.

Uttagen till Normlösa teaterfestival för nyskriven dramatik på Backstage, Stockholm stadsteater.

## Priser och utmärkelser
- 2013 – Upplands Väsby stora kulturstipendium
- 2013 – Utsedd till Månadens Stockholmare av Stockholms stad[16]
- 2014 – Utsedd till Järvahjälte av Stockholms stad[17]
- 2020 Stockholm stads kulturstipendiat. Motivering: Rebecca Örtman sprider med djupt engagemang och nya tekniska lösningar berättelser om, av och tillsammans med unga på Järvafältet. Med ena foten i nutid och den andra i kulturens vagga spinns trådar som binder samman och inkluderar. Örtmans konsekventa konstnärskap är en viktig och kreativ länk mellan konst, forskning och människa.